# Hypothyris colophonia
Hypothyris colophonia är en fjärilsart som beskrevs av Ferreira d'ameida 1945. Hypothyris colophonia ingår i släktet Hypothyris och familjen praktfjärilar. Inga underarter finns listade i Catalogue of Life.